# Abbazia d'Aniane

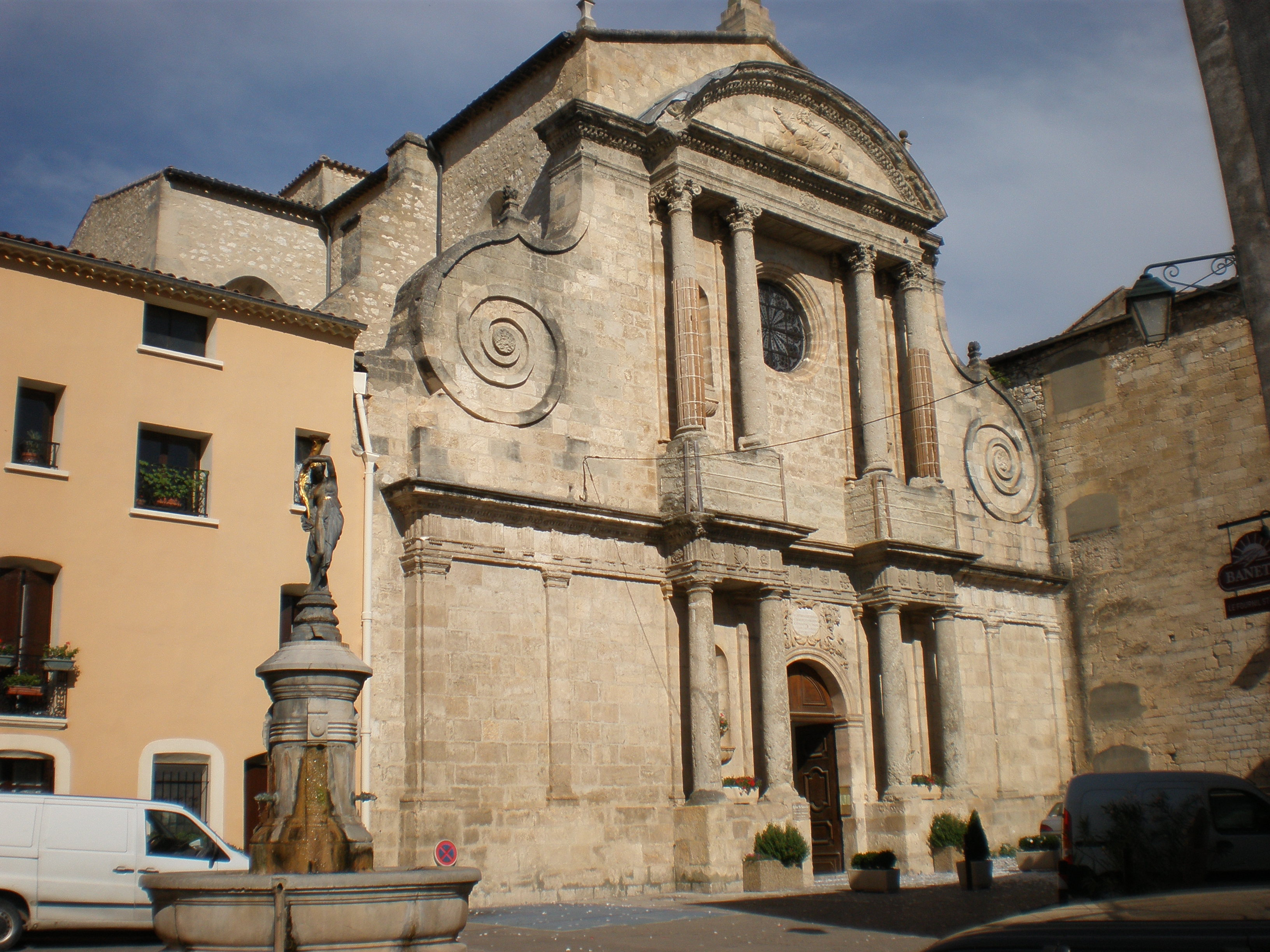
Chiesa di San Salvatore di Aniane

L'abbazia di Aniane è un'abbazia benedettina, situata ad Aniane nel dipartimento dell'Hérault, in Francia.

## Storia
Fondata nel 777 o 782 da Benedetto di Aniane, fece parte nel XVII secolo della Congregazione di San Mauro. 
Oggi il complesso degli edifici è abbandonato dopo essere servito come casa di detenzione minorile.

## Abati
- 782- ....: Benedetto d'Aniane, fondatore dell'abbazia
- 815 circa: Sénégilde
- 819 circa: Georges
- 822 circa: Tructesind
- 830 circa: Emmenaud
- 838 circa: Elie
- 853 circa: Arnoul
- 882 circa: Gilmond

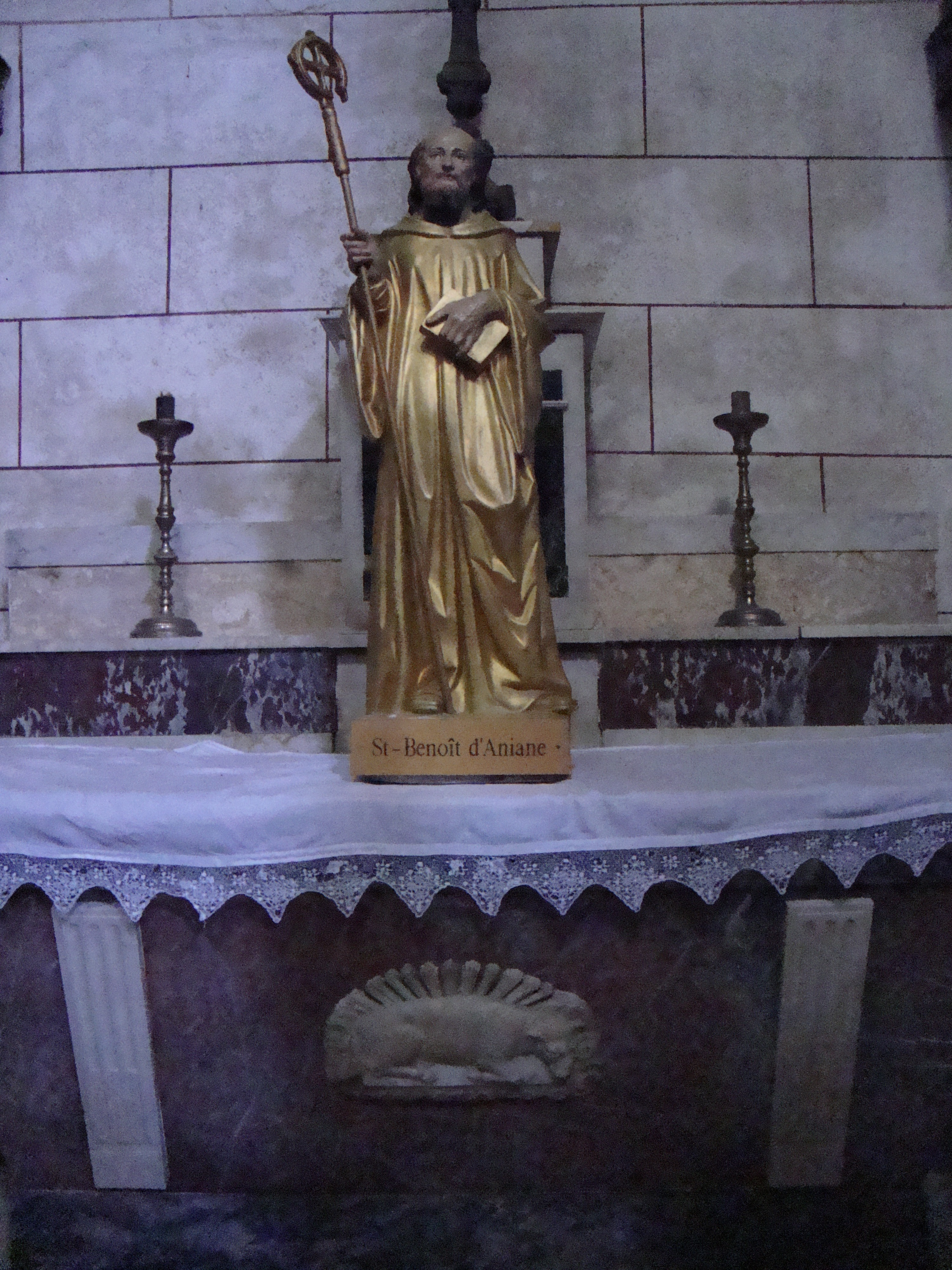
Statua di San Benedetto di Aniane, fondatore dell'abbazia

- 870-913: Rostang, arcivescovo di Arles
- 914-961: Manassès, arcivescovo di Arles
- 961 - ...: Bernard Géraud
- 971 circa: Leufroy
- 972 circa: Renaud
- ? - ?: Hugues Ier
- ? - ?: Sauveur
- 1025-1031 : Pons
- 1066 circa: Emmenon
- ? - ?: Gaucelin di Raimondo di Montpeyroux
- ? - ?: Pons de Canillac (zio)
- ? - ?: Guy de Canillac
- ? - ?: Pons de Canillac (nipote)
- Louis de La Tour du Pin Montauban (tra il 1698 e il 1737) vescovo di Tolone, e abate dell'Abbazia di Saint-Guilhem-le-Desert.